# High School Musical: Livin' the Dream
High School Musical: Livin' the Dream es un videojuego basado en la película High School Musical para la consola Game Boy Advance.

## Sinopsis
Han desaparecido los instrumentos de teatro en East High y no se podrá iniciar el musical sin ellos, Mrs. Darbus envió a Troy, Gabriella, Sharpay y Ryan a buscarlos y para encontrarlos tendrás que ir bailando y cantando por todos los pasillos de la escuela.

## Jugabilidad
Se puede jugar con los personajes principales de este show como lo son Troy, Gabriella, Sharpay y Ryan y así cada uno tiene que explorar por sí solo East High y encontrar los instrumentos perdidos. Además también es compatible con la consola Nintendo DS.